# Fabian (film, 1980)
Pour les articles homonymes, voir Fabian.
Pour plus de détails, voir Fiche technique et Distribution.
Fabian est un film dramatique allemand réalisé par Wolf Gremm, sorti en 1980. 
Il est tiré du roman Fabian : Histoire d'un moraliste (Fabian. Die Geschichte eines Moralisten de l'auteur allemand Erich Kästner (1931). Le film est choisi comme soumission officielle par l'Allemagne de l'Ouest à la 53e cérémonie des Oscars pour l'Oscar du meilleur film en langue étrangère, mais n'a pas été retenu dans la sélection finale.

## Synopsis
L'histoire de Jacob Fabian, un rédacteur publicitaire berlinois quelque peu libéral, qui assiste à l'effondrement de la société allemande d'avant-guerre dans les années 1930.

## Fiche technique
- Titre : Fabian
- Réalisation : Wolf Gremm
- Scénario : Hans Borgelt, Wolf Gremm, d'après le roman d'Erich Kästner Fabian : Histoire d'un moraliste ; dramaturgie d'Annette Regnier
- Producteur : Michael Böhme, Regina Ziegler
- Distribution : United Artists
- Musique : Charles Kálmán
- Photographie : Jürgen Wagner
- Montage : Siegrun Jäger
- Direction artistique : Jan Schlubach
- Décorateur : Rainer Schaper
- Costumes : Siegbert Kammerer
- Pays :  Allemagne de l'Ouest
- Langue : allemand
- Genre : drame
- Durée : 110 minutes
- Date de sortie : 25 avril 1980

## Distribution
- Hans Peter Hallwachs : Fabian
- Hermann Lause : Labude
- Silvia Janisch : Cornelia
- Mijanou Van Baarzel : Frau Moll
- Brigitte Mira : Frau Hohlfeld
- Ivan Desny : Justizrat Labude
- Charles Régnier : l'inventeur
- Ruth Niehaus : Ruth Relter
- Carola Regnier : Frau Kulp
- Roswitha Lippert : Frau Selow
- Helma Seitz : Fabians Mutter
- Edgar Wenzel : Dr Moll
- Herbert Leiser : Wenzkat
- Cristel Braak : Vera (comme Christel Braak)
- Gunter Berger : Münzer (comme Gunther Berger)
- Rainer Hunold : Weckerlein
- Hans Wyprächtiger : Gehheimrat
- Engelbert von Nordhausen : Fischer
- Erich Will : Breitkopf
- Yanaika Lempers : Bordellmutter
- Franz Boehm : Wilhelmy
- Werner Lustig : Communist
- Hans-Jürgen Schatz : Nazi
- Andreas Mannkopff : Gastwirt
- Dieter Kursawe : Kellner
- Manfred Günther : Kriminalkommissar Donath
- Helen Hedy : Frau Sommer
- Bernd Riedel : Junger Plakatkleber
- Ana Fallscheer : Trikotengel
- Julie Felix : Sängerin

Non crédités au générique
- Katja Bienert : Strassennutte
- Volker Brandtedited)
- Margarethe Kuske : Lizzy
- Harald Lutz : Conferencier
- Klaus Münster : Mann vom Arbeitsamt
- Uwe Paulsen
- Mogens von Gadow